# Emil Lundqvist
Karl Emil Lundqvist, född 23 oktober 1872 i Möklinta socken, död 22 februari 1942, var en svensk industriman.
Lundqvist blev efter ingenjörexamen vid Chalmers tekniska läroanstalt 1893 och tjänstgöring vid flera svenska och utländska företag chefsingenjör vid Asea 1903–1906. År 1910 blev han direktör för Kopparbergs och Hofors sågverks AB och var från 1923 chef för Stora Kopparbergs Bergslags AB. Lundqvist är gravsatt på Uppsala gamla kyrkogård.